# Kaumakani
Kaumakani és una concentració de població designada pel cens dels Estats Units a l'estat de Hawaii. Segons el cens del 2000 tenia 607 habitants.

## Demografia
Segons el cens del 2000, Kaumakani tenia 607 habitants, 207 habitatges, i 163 famílies La densitat de població era de 245,45 habitants per km².
Dels 207 habitatges en un 32,9% hi vivien nens de menys de 18 anys, en un 59,9% hi vivien parelles casades, en un 9,2% dones solteres, i en un 21,3% no eren unitats familiars. En el 18,4% dels habitatges hi vivien persones soles el 9,2% de les quals corresponia a persones de 65 anys o més que vivien soles. El nombre mitjà de persones vivint en cada habitatge era de 2,93 i el nombre mitjà de persones que vivien en cada família era de 3,34.
Per edats la població es repartia de la següent manera: un 25,9% tenia menys de 18 anys, un 5,8% entre 18 i 24, un 28,4% entre 25 i 44, un 20,0% de 45 a 64 i un 19,9% 65 anys o més.
L'edat mediana era de 40,1 anys. Per cada 100 dones hi havia 104,38 homes. Per cada 100 dones de 18 o més anys hi havia 102,7 homes.
La renda mediana per habitatge era de 34.583 $ i la renda mediana per família de 41.250 $. Els homes tenien una renda mediana de 26.429 $ mentre que les dones 23.654 $. La renda per capita de la població era de 14.024 $. Aproximadament el 8,7% de les famílies i l'11,1% de la població estaven per davall del llindar de pobresa.

## Poblacions properes
El següent diagrama mostra les poblacions més properes.